# Acodontaster elongatus
Acodontaster elongatus är en sjöstjärneart som först beskrevs av Percy Sladen 1889.  Acodontaster elongatus ingår i släktet Acodontaster och familjen Odontasteridae.

## Underarter
Arten delas in i följande underarter:
- A. e. elongatus
- A. e. granuliferus